# Роздільна решітка
Роздільна решітка — це інструмент, який використовується у бджільництві, як спеціальний селективний бар'єр всередині вулика, який дозволяє робочим бджолам безперешкодно проходити у всі частини вулика, а маткам і трутням не потрапляти у певні частини вулика (наприклад, у магазинний корпус). Іноді розділювальні решітки використовують у деяких методах розведення маток. Є пасічники, які вважають, що використання таких решіток призводить до зменшення ефективності бджолиних сімей.

## Призначення
Основне призначення розділювальної решітки — обмежити доступ матки до магазинних корпусів . Якщо матка відкладе яйця у магазинному корпусі, у них буде розвиватися розплід, і це утруднить заготівлю чистого меду. Це також ускладнює керування розвитком бджолиної сім'ї у багатокорпусному вулику. Роздільні решітки дістають восени, інакше матка не зможе переміщатися разом із клубом бджіл і замерзне. Бджолину матку не просто замінити, необхідно мати запас бджолиних маток у невеличких сім'ях, нуклеусах. Кожна матка виділяє феромони і має свій індивідуальний запах, до якого звикають бджоли сім'ї, тому можуть вороже поставитися до нової королеви (і вбити її). Ще небезпечніша загибель бджолиної матки взимку. Зазвичай матки починають відкладати яйця у кінці лютого, коли у природі ще є сніг і морози, таким чином з появою весняного тепла у вулику уже є молоде покоління бджіл, придатних до вуличних робіт (збір пилку та нектару). Помітити відсутність матки у зимовий період дужен проблематично, а заміну варто проводити уже за теплої погоди. Такі сім'ї пізніше починають вирощувати розплід і втрачають час на розвиток сім'ї.
Роздільні решітки також використовують у деяких методах розведення маток. Наприклад, маточники можуть бути у одному вулику разом із маткою, відділеною решіткою. Або за допомогою решітки у одному вулику можна утримувати кілька маток.  

## Дизайн
Зазвичай роздільна решітка є листом перфорованого металу чи пластику, або дротяна сітка з вічками приблизно 0,163 дюйма (4,1 мм). Як розділювальну решітку також використовують промислові сітчасті екрани, наприклад промислова сітка № 5 часто згадується у джерелах як достатня для того, щоб робочі бджоли могли проходити, а матки вже ні.